# Lardizabala
Lardizabala, monotipski rod uresnih vazdazelenih, drvenastih penjačica iz porodice Lardizabalaceae. jedina je vrsta L. funaria iz Čilea i otočja Juan Fernández.

## Sinonimi
- Cogylia biternata (Ruiz & Pav.) Molina
- Cogylia ternata (Molina) Molina
- Cogylia triternata (Ruiz & Pav.) Molina
- Lardizabala biternata Ruiz & Pav.
- Lardizabala infusiata Miers
- Lardizabala silvicola Miers
- Lardizabala ternata Molina
- Lardizabala triternata Ruiz & Pav.